# Olivier Rousteing

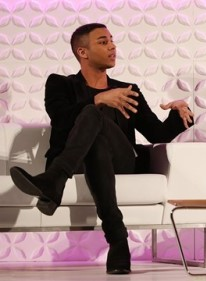
Olivier Rousteing im Jahr 2016

Olivier Rousteing (* 3. April 1986 in Bordeaux) ist ein französischer Modeschöpfer und seit 2011 Chefdesigner des Pariser Modehauses Balmain.

## Biografie
Rousteing kam 1985 in einer vertraulichen Geburt in Bordeaux zur Welt und wurde im Alter von einem Jahr aus einem Waisenhaus adoptiert. 2019 fand Rousteing heraus, dass seine leibliche Mutter eine 15-jährige Somalierin und sein Vater ein 25-jähriger Äthiopier waren, die er jedoch nie kennengelernt hat. Rousteing wuchs in Bordeaux auf. Zunächst begann er ein Jurastudium, das er jedoch abbrach. Im Anschluss besuchte er ein Jahr lang die Modeschule École supérieure des arts et techniques de la mode (ESMOD) und reiste nach Italien. Im Jahr 2003 sendete er sein Sketchbook an Roberto Cavalli in Florenz, wo er daraufhin als Praktikant und schließlich als rechte Hand des Chefdesigners Peter Dundas arbeitete, verantwortlich für die Prêt-à-porter-Damen-Kollektionen. Nach fünf Jahren, 2009, wechselte er zum Pariser Modehaus Balmain. Dort war er zunächst ebenfalls für die Damen-Prêt-à-porter-Mode verantwortlich und arbeitete dem Chefdesigner Christophe Decarnin zu. Am 26. April 2011 löste er mit nur 25 Jahren Decarnin als Chefdesigner von Balmain ab. Im Oktober 2011 präsentierte er seine erste Prêt-à-porter-Kollektion als Chefdesigner.
Durch seine starke Präsenz in sozialen Medien, allen voran Instagram, etablierte er Balmain neben Chanel und Louis Vuitton als eines der bekanntesten französischen Modehäuser im Internet. Mit der Hilfe von befreundeten Prominenten wie Kim Kardashian, Kelly Rowland, Jennifer Lopez, Rihanna, Beyoncé, Justin Bieber, Nicki Minaj, Chris Brown und verschiedenen Models, die er als „Balmain Army“ bezeichnete, schaffte es Rousteing, Balmain zum ersten französischen Modelabel zu machen, das die Marke von 1 Million Followern auf Instagram überschritt.
2017 arbeitete er mit dem Tänzer und Choreografen Sébastien Bertaud zusammen und kreierte Kostüme für das Ballettstück Renaissance der Pariser Oper.
Im Jahr 2018 kreierte Rousteing Kostüme für Beyoncé und ihre Tänzer für ihre Tournee On The Run II. 2019 begleitete die Canal+-Dokumentation Wonder Boy, Olivier Rousteing, né sous X unter der Regie von Anissa Bonnefont Rousteing bei der Suche nach seinen biologischen Eltern.

## Privates
Rousteing ist homosexuell und berichtet offen über seine Diskriminierungserfahrung. Für die Ausgabe vom März 2015 der LGBT-Zeitschrift Têtu posierte er nackt.